# RBD
RBD är en mexikansk pop-/rockgrupp, bildad 2004. Gruppen hade sitt ursprung i den framgångsrika telenovelan Rebelde (2004–2006), där medlemmarna var skådespelare och sjöng, och blev mycket populär i Latinamerika samt i USA och var en av de mest populära latinamerikanska pop-/rockgrupperna under 2000-talet. Gruppens medlemmar gick skilda vägar 2009 och medlemmarna satsade efter det på sina solokarriärer. Gruppen sjöng på spanska, portugisiska och engelska. I september 2020 meddelade fyra av bandets originalmedlemmar att de återförenas för en virtuell konsert i december 2020 och musiken släpptes också på digitala plattformar.

## Diskografi

### Studioalbum
- 2004 – Rebelde (spanska)
- 2005 – Rebelde (Edição Brasil) (version av Rebelde på portugisiska)
- 2006 – Rebels (version av Rebelde på engelska)
- 2005 – Nuestro Amor (spanska)
- 2006 - Nosso Amor Rebelde (version av Nuestro Amor på portugisiska)
- 2006 - Celestial (spanska)
- 2006 - Celestial (Versão Brasil) (version av Celestial på portugisiska)
- 2007 - Empezar Desde Cero (spanska)
- 2009 - Para Olvidarte De Mí (spanska)

### Livealbum
- 2005 – Tour Generación RBD En Vivo
- 2006 – Live In Hollywood
- 2007 – Live in Rio
- 2007 – Hecho en España
- 2009 – Live in Brasília
- 2021 – Ser O Parecer: The Global Virtual Union (digital nedladdning)